# Al-Amín (abbàssida)
Abu-Abd-Al·lah Muhàmmad ibn Harun ar-Raixid al-Amín —àrab: أبو عبد الله محمد بن هارون الرشيد الامين, Abū ʿAbd Allāh Muḥammad ibn Hārūn ar-Raxīd al-Amīn— (més conegut pel seu làqab al-Amín ) (abril de 787–25 de setembre de 813) fou un califa abbàssida de Bagdad, fill i successor d'Harun ar-Raixid, que va governar del 809 al 813. La seva mare era Zubayda, neboda d'al-Mansur. Per ser de pura sang haiximita de pare i mare va ser posat en l'ordre de successió davant del seu germà gran Abd-Al·lah al-Mamun, que era de mare esclava (792); el seu germà fou designat segon hereu el 799. El 802 les "Actes de la Meca" d'Harun ar-Raixid van regular estrictament la successió segons la qual al-Mamun rebria la part oriental del califat supeditat al seu germà que rebria la part occidental.
Mort Harun a Tus (Mashad) el 24 de març del 809, al-Amín fou reconegut com a califa a Bagdad i al-Mamun va anar immediatament al Khorasan que li havia estat assignat i es va establir a Merv. Un revolta kharigita a Sistan i Kirman, dirigida per Hamza, fou sufocada pels governadors d'aquestes províncies.
El 810 al-Amín va introduir a la khutba el nom del seu fill Mussa (an-Nàtiq bi-l-Haqq) després del seu, en lloc del segon hereu al-Mamun. Al-Amín tenia el suport del visir al-Fadl ibn ar-Rabí, mentre que al-Mamun va acabar obtenint el suport de Fadl ibn Sahl, futur visir. Al-Amín va tractar per tots els mitjans diplomàtics de modificar l'orde successori establert pel pare però al-Mamun va refusar amb fermesa però amb prudència. Al final del 810, violant les "Actes de la Meca", al-Amin va fer nomenar el seu fill Mussa com a hereu per davant d'al-Mamun i d'un tercer germà preferent, Qàssim —el futur al-Mútassim— que havia rebut els governs d'Armènia, Geòrgia i el Diyar Bakr (com a simple governador d'Al-Amín).
Al-Mamun fou declarat rebel i es va enviar (març del 811) una expedició al Khorasan dirigida per Alí ibn Issa ibn Mahan. Al-Mamun va designar comandant de les seves forces el general Tàhir ibn al-Hussayn. Les forces d'aquest van obtenir una decisiva victòria sobre les d'Alí ibn Issa a la batalla de Rayy l'1 de maig del 811. Un segon exèrcit enviat sota la direcció d'Abd-ar-Rahman ibn Jabala al-Abnawí fou altre cop derrotat per Tàhir, i tot el Jibal (Iran occidental) va quedar en poder d'Al-Mamun.
Al-Amín va intentar mobilitzar al seu favor a les tribus àrabs de Síria, però van esclatar greus desordres a Síria i va caldre enviar a Abd-al-Màlik ibn Sàlih, amb el càrrec de governador (fins aleshores era el governador del territori fronterer dels Awasim) per restaurar l'ordre, i en les lluites va morir Abd-al-Màlik. Al-Amín va enviar aleshores Àhmad ibn Mazyad i Abd-Al·lah ibn Humayd cap a l'orient, cadascun amb un exèrcit (al-Tabari diu que amb 20.000 homes cadascun), però Tàhir va enviar agents a sembrar la discòrdia i els dos exèrcits es van enfrontar un contra l'altre. El març del 812 un cop d'estat dirigit per Hussayn ibn Alí ibn Issa, fill del general derrotat el 811 a Rayy, va deposar al-Amín i va proclamar a al-Mamun, però el contracop va derrotar els rebels i Hussayn va morir.
L'exèrcit de Tàhir ja s'acostava a Bagdad. Després d'ocupar Ahwaz va enviar forces per assegurar el control de la província de Bahrayn i Aràbia. Bàssora i Kufa es van sotmetre a al-Mamun. Tàhir va avançar cap a Bagdad i va derrotar a un petit exèrcit enviat a aturar-lo. L'agost del 812 Bagdad fou atacada per dos cossos, un dirigit per Tàhir i un altre per Harthama ibn Ayan. Mentre a la Meca el governador de l'Hedjaz, Dawud ibn Issa, recordava als creients que al-Amín havia vulnerat els acords successoris i, per tant, calia donar suport a al-Mamun i ell mateix va anar a Merv i li va fer jurament de lleialtat, així fou confirmat com a governador de la Meca i Medina.
Bagdad va resistir. Al-Amin fou declarat deposat (makhlu) i al-Mamun proclamat com a nou califa. Però Bagdad va aguantar més d'un any. Al-Amín va rebre el suport dels elements més turbulents anomenats Nus o Urat. Finalment la resistència fou vençuda el setembre del 813. Al-Amín va negociar amb Harthama, que havia estat general del seu pare, el qual li va prometre salvar la vida, però abans de lliurar-se fou capturat per soldats de Tàhir que el van matar (nit del 24 al 25 de setembre del 813). El seu visir al-Fadl ibn ar-Rabí l'havia abandonat abans i havia reconegut al-Mamun, i gràcies a això va salvar la vida. Qàssim va perdre tot seguit el seu govern. Al-Mamun va restar a Merv i va nomenar com a governador de Bagdad a Hàssan ibn Sahl.